# Кривко, Мария Ивановна
Мария Ивановна Кривко (укр. Марія Іванівна Кривко; род. 12 ноября 1946, Вербовка, Тернопольская область) — украинский музыкант, дирижёр и педагог, удостоена звания Заслуженного работника культуры Украины в 2006 году.

## Ранняя жизнь и образование
Родилась 12 ноября 1946 года в селе Вербовка. Мария училась в Вербовской школе, а затем перешла в Скала-Подольскую среднюю школу. Свои музыкальные способности она демонстрировала в качестве солистки студенческого четырёхголосного хора на протяжении всего пребывания в средней школе. Интерес к музыке побудил её к профессиональному обучению, кульминацией которого стало окончание в 1967 году дирижёрско-хорового отделения Тернопольского музыкального училища имени С. А. Крушельницкой. Во Львовской национальной музыкальной академии, где училась и получила высшее образование в 1985 году.

## Карьера
В состав Буковинского ансамбля песни и танца Черновицкой филармонии Марию пригласил Андрей Кушниренко. Она является руководителем хора Бучачской коммунальной музыкальной школы и с 1967 года посвятила свою карьеру развитию музыкальных талантов. Она также преподает вокал и сольфеджио. С 1985 года и по сегодняшний день она занимает должность директора этого учреждения. Примечательно, что она получила признание за свой вклад в украинскую музыку, написав около 100 обработок народных песен и композиций украинских композиторов.

## Награды
- «Человек года» в Бучачском районе в номинации «Артист года» (2000).
- Почетная грамота Министерства культуры Украины.
- Заслуженный работник культуры Украины (2006)[1].